# Xã Allen, Quận Warren, Iowa
Xã Allen (tiếng Anh: Allen Township) là một xã thuộc quận Warren, tiểu bang Iowa, Hoa Kỳ. Năm 2010, dân số của xã này là 4.280 người.